# Де Коленкур, Габриэль Луи
Габриэль Луи 4-й маркиз де Коленкур (фр. Gabriel Louis de Caulaincourt; 15 ноября 1740, Лешель, Пикардия, Франция — 27 октября 1808, Париж, Франция) — французский государственный деятель и генерал Наполеоновских и Революционных войн.

## Биография
Родился в старой дворянской семье, сын Марка Луи де Коленкура и Генриетты Le Cat d’Hervilly.
Отличился на военной службе и 14 января 1772 стал рыцарем Королевского военного ордена Сен-Луи.5 декабря 1781 года он был назначен бригадиром пехотного полка, а 9 марта 1788 года стал маршалом лагеря.
1 февраля 1792 года он достиг звания генерал-лейтенанта и был назначен в армию Севера . Затем он взял своего сына Армана Огюстена Луи де Коленкура в адъютанты. 22 мая 1792 года он подал в отставку. Уволенный с поста, он покинул армию.
5 ноября 1803 года он стал членом Почетного легиона, а 1 февраля 1805 Наполеон I назначил де Коленкуа сенатором в Охранительный сенат, где он показывает себя как преданный слуга Императора.

### Семья
В 1770 году вступил в брак с Анной Жозефиной де Баранье де Ла Шоссей д’Эу (1751—1830). Он оставил четверых детей:
- Арман де Коленкур, первый герцог Виченцский, Министр иностранных дел Франции и посол Франции в России.
- Огюст Жан Габриэль де Коленкур, офицер наполеоновской армии, убит в Бородинском сражении.
- Луиза де Коленкур (1774—1832), впервые вышла замуж за Кристофа де Морне de Montchevreuil (1769—1803), затем в 1806 году за Анжа-Филиппа-Оноре д’Эстерно.
- Эмиция де Коленкур (1776—1847), впервые вышла замуж в 1795 году за Пола Луи де Телуссона (1757—1801), затем за Огюста Руссо де Сент-Эньян (1770—1858).